# Sydney Mines
Sydney Mines – miejscowość (community; 1889–1995 miasto) w kanadyjskiej prowincji Nowa Szkocja, w hrabstwie Cape Breton. Według spisu powszechnego z 2016 obszar miejski (population centre) Sydney Mines to: 18,09 km², a zamieszkiwało wówczas ten obszar 12 823 osoby.
Miejscowość, której nazwa odwołuje się do pobliskiego Sydney, w 1889 otrzymała status miasta (town), który utraciła w 1995 w wyniku utworzenia regional municipality Cape Breton.
Według spisu powszechnego z 1991 obszar miasta (town) to: 10,91 km², a zamieszkiwało wówczas ten obszar 7551 osób.